# Келли, Дэн
Дэн Келли (англ. Dan Kelly; 1 июля 1861 — 28 июня 1880) — австралийский бушрейнджер и нарушитель закона. Был младшим братом бушрейнджера Неда Келли. Известен многочисленными преступлениями, которые он совершал вместе со своим братом.
Отец Дэна, Джон Кэлли (известный как «Красный»), женился на ирландке Эллен Куинн в 1850 году в Мельбурне. У них было семь детей: Энни (1853), Эдвард (Нед) (1854), Мэгги (1856), Джим (1859), Дэн (1861), Кейт (1862) и Грейс (1863).
В 1864 году семья Дэна Келли переехала на север на ферму в Авенеле. Когда Дэну было пять лет, он попал под подозрение полиции в краже лошади. Отец Дэна умер в 1866 году, а в 1867 году его мать, Эллен Кэлли, перевезла семью на небольшую ферму на северо-востоке штата Виктория. Она пережила своих беспутных сыновей, дожив до 1923 года.